# Mel Fronckowiak
Pour les articles homonymes, voir Fronckowiak.
Mel Fronckowiak,, est une actrice, chanteuse, danseuse et ex-mannequin brésilien. L'une des six protagonistes de la telenovela Rebelde brésilienne et une des rebelles, membre du groupe musical, Mel est devenu mondialement connu en 2008, lorsqu'elle a été élue par la marque "Sloggi", propriété de Triumph International, en tant que détenteur des "plus belles fesses du monde". Au Brésil, elle a obtenu une certaine reconnaissance en 2007 en étant couronnée Miss Monde Rio Grande do Sul et finissant deuxième au concours "Miss Mundo Brasil".

## Télévision

### Telenovelas
- 2016 : 3% (série originale Netflix) : Julia

- 2010 : Viver a Vida : Duda
- 2011 - 2012 : Rebelde : Carla Ferrer Pires